# Drugi Okres Przejściowy
Drugi Okres Przejściowy – okres w historii starożytnego Egiptu pomiędzy Średnim Państwem a Nowym Państwem, który charakteryzował się ogólną destabilizacją polityczną państwa i rozbiciem dzielnicowym. Nastąpił zmierzch kulturalny. Egipt utracił Nubię, Synaj i Palestynę.

## Chronologia
Historycy nie są zgodni co do dokładnych dat początku i końca tego okresu. Marek Marciniak jako ramy chronologiczne tego okresu podaje lata 1786–1567 p.n.e., zaś Marek Stępień podaje daty 1760–1565 p.n.e.. Okres ten rozpoczyna panowanie dynastii XIII, a kończy się wraz z końcem panowania dynastii XVII.
Drugi Okres Przejściowy można podzielić na dwa etapy (pod względem politycznym):
czasy XIII i XIV dynastii1786–1603 p.n.e. lub 1760–1630 p.n.e., okres ten charakteryzował się próbami kontynuacji Średniego Państwa, prawdopodobnie pierwsi władcy XIII dynastii byli krewnymi władców XII dynastii. Pierwsi władcy XIII dynastii panowali nad całym Egiptem, a nawet kontrolowali obszar Syropalestyny i Nubii między 1. i 2. kataraktą. Aparat państwowy nadal działał bardzo sprawnie. Dopiero pod koniec panowania XIII dynastii wezyrowie przejęli kontrolę nad nomami, co prowadziło do rozpadu państwa. W okresie XIV dynastii doszło do wojny pomiędzy wezyrami.
czasy XV i XVI dynastii1674–1567 p.n.e. lub 1630–1540 p.n.e. – okres panowania Hyksosów. Stworzyli oni własne państwo ze stolicą w Awaris (dzisiejsze Tell el-Daba), obejmujące całą deltę. Zdaniem M. Stępnia wraz z objęciem rządów przez Hyksosów z XV dynastii, w 1630 r. p.n.e. nad Dolnym Egiptem rządy sprawowała lokalna (egipska) XVII dynastia. Odmiennego zdania jest M. Marciniak, który uważa, że XVII dynastia przejęła władzę dopiero w roku 1650 p.n.e., wykorzystując osłabienie Hyksosów. Manethon podaje, że XV dynastię stanowiło tylko 6 władców, łącznie z najbardziej znanym władcą tej dynastii 'A'popi. Papirus z Turynu wymienia 9 władców XVI dynastii (ale nie podaje ich imion), zaś J. von Beckerath uważa, że XVI dynastia faktycznie była nie tyle dynastią, co wasalami Hyksosów. Hyksosi zostali ostatecznie pokonani i wyparci ze Środkowego Egiptu przez Kamesa ostatniego władcę XVII dynastii, który pokonał Hyksosów w bitwie pod Hermopolis. Brat Kamesa, i jego następca Jahmes, ostatecznie usunął Hyksosow z Egiptu został założycielem XVIII dynastii i pierwszym władcą Nowego Państwa.

## Kontrowersje
Historycy nie są zgodni co do ram czasowych tego okresu, co do czasu i okoliczności przejęcia władzy przez XVII dynastię. Poważne wątpliwości dotyczą także samej XIV dynastii. M. Marciniak zauważa, że grupa uczonych przypuszcza, że XIV dynastia w ogóle nie istniała i że zaliczanych do niej panujących można identyfikować z władcami XIII dynastii.

## Władcy XVII dynastii[9]
1. Nebcheperre' Inef
2. Sekenenre' T'a' I
3. Sekenenre' T'a' II
4. Wa' dżcheperre' Ka'mes (M. Stępień stosuje pisownie Kames[6])